# Santarémmyrfågel
Santarémmyrfågel (Rhegmatorhina gymnops) är en fågel i familjen myrfåglar inom ordningen tättingar.

## Utseende och läte
Santarémmyrfågel är en 13,5–14,5 cm lång myrfågel med stor grågrön bar fläck kring ögat och en rätt tydlig huvudtofs. Hanen är svartgrå på huvud, nacke och övre delen av bröstet. Ovansidan är gulbrun. Undertill är den sotbrun på flankerna och nedre delen av buken. Honan är svartaktig på huvud och strupe, med mer gulbrunt på resten av kroppen. Hane harlekinmyrfågel liknar hona santarémmyrfågel, men är rödbrun på nacken och bröstet samt grå på halssidor och undersida.
Sången är en knappt tre sekunder lång serie med cirka fem visslingar. Den första är längst, den andra kortast och mest nedåtböjd och övriga successivt planare och längre. Bland lätena hörs hårda "chirr".

## Utbredning och status
Fågeln förekommer i sydöstra Amazonområdet i Brasilien (Rio Tapajós till Rio Iriri, söderut till Mato Grosso). IUCN kategoriserar arten som sårbar.

## Namn
Santarém är en kommun i delstaten Pará i norra Brasilien.